# Ryan Sands
Ryan Sands é um ator e  designer gráfico norte-americano.

## Carreira
Ryan Sands cresceu em Washington, D.C. juntamente com vários irmãos mais velhos. Seu pai serviu no exército e morreu quando Ryan tinha apenas doze anos. Embora inicialmente interessado em outros tipos de arte, a decisão de Ryan de atuar começou na faculdade depois de ver o filme Love Jones. Ele é melhor reconhecido como Oficial Lloyd "Truck" Garrick em The Wire e desde então fez aparição em séries como Grimm, Castle, Scorpion, NCIS e Prison Break. Sands foi escalado como Geoffrey Wilder na série do Hulu, Marvel's Runaways.

## Filmografia
| Ano       | Título                     | Papel                         | Notas                        |
| --------- | -------------------------- | ----------------------------- | ---------------------------- |
| 1989      | Matlock                    | Policial #1                   | Episódio: "The Blues Singer" |
| 2003      | Hack                       | Wendell Edison                | Episódio: "Hidden Agenda"    |
| 2004-2008 | The Wire                   | Oficial Lloyd "Truck" Garrick | Recorrente                   |
| 2007      | The Kill Point             | Leroy Barnes                  | Minissérie de TV, Principal  |
| 2009      | ER                         | Jeremy                        | Episódio: "T-Minus-6"        |
| 2009      | Zimm                       | Agente Especial Clarkson      |                              |
| 2011      | The Young and the Restless | Detetive                      |                              |
| 2011      | Crazy Love                 | Jordan King                   |                              |
| 2012      | Drew Peterson: Untouchable | Rogers                        | Filme para TV                |
| 2012      | Grimm                      | Agente Especial Lofthouse     | Episódio: "The Kiss"         |
| 2012      | Finding My Obama           | Michael                       |                              |
| 2014      | Castle                     | Sgt. Taggert                  | Episódio: "Driven"           |
| 2015      | Scorpion                   | Marechal dos EUA              | Episódio: "Crossroads"       |
| 2015      | NCIS                       | Capitão                       | Episódio: "Troll"            |
| 2016      | Murder in the First        | Darius Tompkins               | Episódio: "Normandy Bitch"   |
| 2017      | Doubt                      | Gerald Wright                 | Episódio: "Clean Burn"       |
| 2017      | Prison Break               | Vincent                       | Episódio: "Wine Dark Sea"    |
| 2017      | Free Rein                  | Huck                          | 3 episódios                  |
| 2017-2019 | Marvel's Runaways          | Geoffrey Wilder               | Elenco principal             |

| Ano  | Título                      | Papel                  | Notas                |
| ---- | --------------------------- | ---------------------- | -------------------- |
| 1995 | Thru My Eyes                | Mike Taylor            | Curta-metragem       |
| 2000 | Nothin' 2 Lose              | Mookie                 | Diretamente em vídeo |
| 2000 | Out of Obscurity            | Otto                   | Curta-metragem       |
| 2000 | At the Second Traffic Light | The Black Muslim       | Curta-metragem       |
| 2003 | Blue Moon                   | Darrin                 | Curta-metragem       |
| 2003 | Janet & Mark                | Mark                   | Curta-metragem       |
| 2003 | Preying on the Hunter       | Clay Dresden           | Curta-metragem       |
| 2003 | Love & Orgasms              | Jimmy                  |                      |
| 2003 | Sinsitivity                 | Trent Lundy            |                      |
| 2005 | Shadowboxer                 | Ramone                 |                      |
| 2005 | Se habla español            | Dan                    |                      |
| 2006 | Fatwa                       | George                 |                      |
| 2006 | Shattered Imperfection      | Peter                  | Curta-metragem       |
| 2006 | Step Up                     | Professor de História  |                      |
| 2007 | Death Without Consent       | Treinador de Basquete  |                      |
| 2008 | Sympathetic Details         | Jonathan               |                      |
| 2010 | Speed-Dating                | Stan                   | Não-creditado        |
| 2010 | Allen Mack                  | Detetive Ricardo Ellis | Curta-metragem       |
| 2011 | Aide-de-Camp                | Sutton                 | Curta-metragem       |
| 2014 | Red Sky                     | Advogado de Defesa     |                      |